# (9512) Feijunlong
(9512) Feijunlong (1966 CM) – planetoida z pasa głównego asteroid okrążająca Słońce w ciągu 4 lat i 108 dni w średniej odległości 2,64 au Została odkryta 13 lutego 1966 roku w Obserwatorium Astronomicznym Zijinshan. Nazwa planetoidy pochodzi od imienia i nazwiska chińskiego astronauty Fei Junlonga.